# Dagmar Lassander
Dagmar Lassander, nascida Dagmar Regine Hader (Praga, 16 de Junho de 1943) é uma atriz alemã.

## Biografia
Filha de uma alemã de origem chinena e de um francês, começou a trabalhar no guarda-roupa da Ópera de Berlim. Depois de tirar um curso de representação, conseguiu, em 1966, um pequeno papel num filme de Will Tremper.
Rapidamente a bela atriz ficou ligada a papéis de sedutora e libertina, e a partir de 1969 tornou-se conhecida internacionalmente, principalmente através dos trabalhos que fez em Itália.
Nos anos setenta e oitenta do século XX, trabalhou em vários filmes eróticos, de suspense e de terror. Em Piedone l'africano (filme realizado porSteno em 1978), actuou ao lado de Bud Spencer.
Trabalhou também em televisão, em séries como I ragazzi della 3ª C e I ragazzi del muretto.

## Filmografia
- Sperrbezirk, regia di Will Tremper (1966)
- Orgel und Raketen (1967)
- Jerry Cotton (1967)
- Il club degli assassini (Der Mörderclub von Brooklyn), regia di Werner Jacobs (1967)
- Straßenbekanntschaften auf St. Pauli, regia di Werner Klinger (1968)
- Andrea - Wie ein Blatt auf nackter Haut, regia di Hans Schott-Schöbinger (1968)
- Quartett im Bett, regia di Ulrich Shamoni (1968)
- Von Haut zu Haut, regia di Hans Schott-Schöbinger (1969)
- Un caso di coscienza, regia di Giovanni Grimaldi (1969)
- Femina ridens, regia di Piero Schivazappa (1969)
- Alibi nella luce rossa, regia di José Gutiérrez Maesso (1970)
- Il rosso segno della follia, regia di Mario Bava (1970)
- Le foto proibite di una signora per bene, regia di Luciano Ercoli (1970)
- L'iguana dalla lingua di fuoco, regia di Riccardo Freda (1971)
- Guardami nuda, regia di Italo Alfaro (1972)
- Il consigliori, regia di Alberto De Martino (1973)
- Verginità, regia di Marcello Andrei (1974)
- Adolescenza perversa, regia di José Bénazéraf (1974)
- Basta con la guerra... facciamo l'amore, regia di Andrea Bianchi (1974)
- Una donna per sette bastardi, regia di Roberto Bianchi Montero (1974)
- Assassinio a sangue freddo (Pusteblume / Der wilde Blonde mit der heißen Maschine), regia di Adrian Hoven (1974)
- Il vizio ha le calze nere, regia di Tano Cimarosa (1975)
- Lo stallone, regia di Tiziano Longo (1975)
- Il solco di pesca, regia di Maurizio Liverani (1975)
- Peccati di gioventù, regia di Silvio Amadio (1975)
- Il torcinaso - Quando il sangue diventa bollente, regia di Giancarlo Romitelli (1975)
- Sfida sul fondo, regia di Melchiade Coletti (1976)
- Puttana galera - Colpo grosso al penitenziario, regia di Gianfranco Piccioli (1976)
- La prima notte di nozze, regia di Corrado Prisco (1976)
- La lupa mannara, regia di Rino Di Silvestro (1976)
- Frittata all'italiana, regia di Alfonso Brescia (1976)
- Il comune senso del pudore, regia di Alberto Sordi (1976)
- Classe mista, regia di Mariano Laurenti (1976)
- Gli amici di Nick Hezard, regia di Fernando Di Leo (1976)
- L'adolescente, regia di Alfonso Brescia (1976)
- Emanuelle nera 2, regia di Bitto Albertini (1976)
- Atti impuri all'italiana, regia di Oscar Brazzi (1976)
- Il corsaro nero, regia di Sergio Sollima (1976)
- Ritornano quelli della calibro 38, regia di Giuseppe Vari (1977)
- Niñas... al salón, regia di Vicente Escrivá (1977)
- Zavrashtane ot Rim, serie TV, regia di Ilya Velchev (1977)
- I gabbiani volano basso, regia di Giorgio Cristallini (1978)
- Piedone l'africano, regia di Steno (1978)
- I racconti fantastici di Edgar Allan Poe, regia di Daniele D'Anza, miniserie TV (1979)
- Zucchero, miele e peperoncino, regia di Sergio Martino (1980)
- Black Cat (Gatto nero), regia di Lucio Fulci (1981)
- Quella villa accanto al cimitero, regia di Lucio Fulci (1981)
- W la foca, regia di Nando Cicero (1982)
- Occhio, malocchio, prezzemolo e finocchio, regia di Sergio Martino (1983)
- S.A.S. à San Salvador, regia di Raoul Coutard (1983)
- Delitto in Formula Uno, regia di Bruno Corbucci (1984)
- ...e la vita continua, film TV, regia di Dino Risi (1984)
- Shark: Rosso nell'oceano, regia di Lamberto Bava (1984)
- La piovra 2, serie TV, regia di Florestano Vancini (1985)
- Aeroporto internazionale, serie TV, regia di Enzo Tarquini (1985)
- Il piacere, regia di Joe D'Amato (1985)
- Das Wunder, regia di Eckhardt Schmidt (1985)
- Affari di famiglia, film TV, regia di Marcello Fondato (1986)
- Topo Galileo, regia di Francesco Laudadio (1987)
- L'ingranaggio, regia di Silverio Blasi (1987)
- La famiglia, regia di Ettore Scola (1987)
- I ragazzi della 3ª C, serie TV, regia di Claudio Risi (1986)
- Cerco l'amore, miniserie TV, regia di Paolo Fondato (1988)
- Passi d'amore, miniserie TV, regia di Sergio Sollima (1989)
- I ragazzi del muretto, serie TV, regia di Gianluigi Calderone, Ruggero Deodato, Lodovico Gasparini, Gianfrancesco Lazotti, Paolo Poeti, Rodolfo Roberti, Nini Salerno e Tomaso Sherman (1991)
- Alles Glück dieser Erde, serie TV, regia di Michael Werlin (1994)
- Fernando di Leo: La morale del genere, film-documentario sul regista Di Leo, regia di Manlio Gomarasca (2004)